# SC Hansa 1898 Bremen
Le SC Hansa 1898 Bremen fut un club allemand de football localisé à Brême.

## Histoire
Fondé en 1898, le SC Hansa 1898 Bremen disparut dès 1901, après avoir disputé deux championnats dans la Verbandes Bremer Fußball-Vereine (VBFV), dont il avait été un des fondateurs, le 1er avril 1899
En janvier 1900, le SC Hansa 1898 fut l’un des fondateurs de la Deutscher Fußball Bund (DFB).
Il semblerait ce club ait été reconstitué en 1908 sous l'appellation AGSV Bremen pour Allgemeiner Gröpelingen Sport Verein Bremen.